# Stadion Lichterfelde
Das Stadion Lichterfelde ist ein Fußballstadion  mit Leichtathletikanlage am Ostpreußendamm 3–17 im Berliner Ortsteil Lichterfelde des Bezirks Steglitz-Zehlendorf. Die Anlage steht heute unter Denkmalschutz.

## Geschichte
Am 30. Oktober 1924 beschlossen die Berliner Stadtverordneten, einen Zentral-Spiel- und Sportplatz für 650.000 Mark (kaufkraftbereinigt in heutiger Währung: rund 3,01 Millionen Euro) zu bauen. Dafür kauften sie das Gelände an der Berliner Straße 3–17 (Ostpreußendamm), das dem Kaufmann Adalbert Stiehr gehört hatte. Am 17. Dezember 1925 wurden nochmals 313.000 Mark bereitgestellt. Dieses Geld war für das rund 8,1 Hektar große Grundstück bestimmt, das für die Bauarbeiten hergerichtet wurde. Die Erdarbeiten begannen am 29. Januar 1926 und wurden als Arbeitsbeschaffungsmaßnahmen durchgeführt. Die zwei Übungsfelder wurden im Herbst 1926 fertiggestellt, im Frühjahr 1928 war der Sportplatz übergabereif. Aus den Akten des Steglitzer Sport- und Bäderamtes geht hervor, dass es 228.000 Mark gekostet hatte. Die Bauarbeiten rieten zum Stillstand, denn die Baupreise und die öffentlichen Mittel waren knapp, denn erst im Dezember 1928 wurden weitere 110.000 Mark bewilligt. Im Frühsommer 1929 wurden die Gebäude für 220.000 Mark fertiggestellt. Die Einweihung des Stadions fand am 16. Juni 1929 statt. Der Bürgermeister von Steglitz, Martin Sembritzki, eröffnete das Programm. 1000 Turner veranstalteten gemeinsam Freiübungen und Wettkämpfe der Leichtathletik.
Bis 1930 waren auch die Restarbeiten beendet. Insgesamt kosteten der Grunderwerb sowie der Tief- und Hochbau 1,3 Millionen Mark. Der Architekt war Stadtbaurat Fritz Freymüller. Außerdem waren für das Stadion eine Tennishalle und ein Luft- und Hallenbad vorgesehen. Weil das Geld knapp war, wurden diese Pläne allerdings nicht umgesetzt. Man errichtete eine Kampfbahn, fünf Übungsfelder, drei Aschenbahnen, zwei Spiel- und Lagerwiesen und drei Tennisplätze. Während der NS-Zeit von 1933 bis 1945 hießen die Stadionanlagen Adolf-Hitler-Stadion. Der Sportbetrieb wurde im Jahr 1943 während der Kriegshandlungen stark eingeschränkt, denn das Luftgaukommando III ordnete aus Gründen der „Luftsicherheit“ an, das Stadion zu tarnen. Die Anlagen des Stadions wurden durch alliierte Luftangriffe stark beschädigt. Die erste Etage des Freymüllerschen Eingangsgebäudes brannte vollkommen aus. Das Gelände wurde in der Nachkriegszeit doppelt genutzt: Ein Teil als Baseballplatz für die US-Truppen, der Rest für die Bevölkerung als Kartoffelacker. Für 248.000 Mark wurde das Stadion ab 1949 wieder aufgebaut, wobei 136.000 Mark aus einer Spende des amerikanischen Volkes stammten. Das Richtfest wurde am 5. Januar 1951 gefeiert und im selben Jahr im Mai wurde das Stadion wieder neu eingeweiht.
Seit den 1960er Jahren wurde das Stadion in regelmäßigen Abständen abschnittsweise überholt und in seiner Ausstattung erweitert. In den darauffolgenden zehn Jahren wurden über zehn Millionen Mark für die bereits bestehenden Anlagen und 26 Millionen für Stadionerweiterungen ausgeben. Weitere neun Millionen wurden für die Rasenanlagen beansprucht. Bis Ende der 1970er Jahre hatte das Stadion noch Stehplätze um das gesamte Rondell, danach nur noch unterhalb der Tribüne. Auch hatten sich die Sprunggruben im Innenraum befunden, die dann an den Außenrand unterhalb der Tribüne verlegt wurden. Während dieser Umbauten wurde die als Laufbahn dienende Aschenbahn durch eine Kunststoffbahn ersetzt. In den 1980er Jahren bekamen die damaligen Ascheplätze jeweils eine Flutlichtanlage, in den 1990er Jahren wurden sie dann zu Kunstrasenplätzen umgebaut. Anfang des 21. Jahrhunderts wurde auf dem Stadiongelände eine Gaststätte errichtet.
Während der Fußball-Weltmeisterschaft 2006 diente das Stadion Lichterfelde sowohl der schwedischen als auch brasilianischen  Nationalmannschaft als Trainingsstätte. Dafür wurde der Rasen im großen Stadion erneuert. Für die Leichtathletik-Weltmeisterschaften 2009 erhielt das Stadion eine neue Laufbahn in blauer Farbgebung sowie eine erneuerte Wurfanlage und diente während der Weltmeisterschaften ausländischen Athleten als Trainingsanlage. Das Stadion wurde außerdem vom Deutschen Fußball-Bund für die Frauenfußball-Weltmeisterschaft 2011 als Trainingsstadion ausgewählt. Der Landessportbund Berlin wählte es zur Sportstätte des Monats August 2009.
Nach dem Aufstieg in die Regionalliga nutzte Tasmania Berlin in der Saison 2021/22 das Lichterfelder Stadion als Heimspielstätte, da der heimische Werner-Seelenbinder-Sportpark die Auflagen für die vierthöchste Spielklasse noch nicht erfüllen konnte.

## Heutige Beschaffenheit und Nutzung

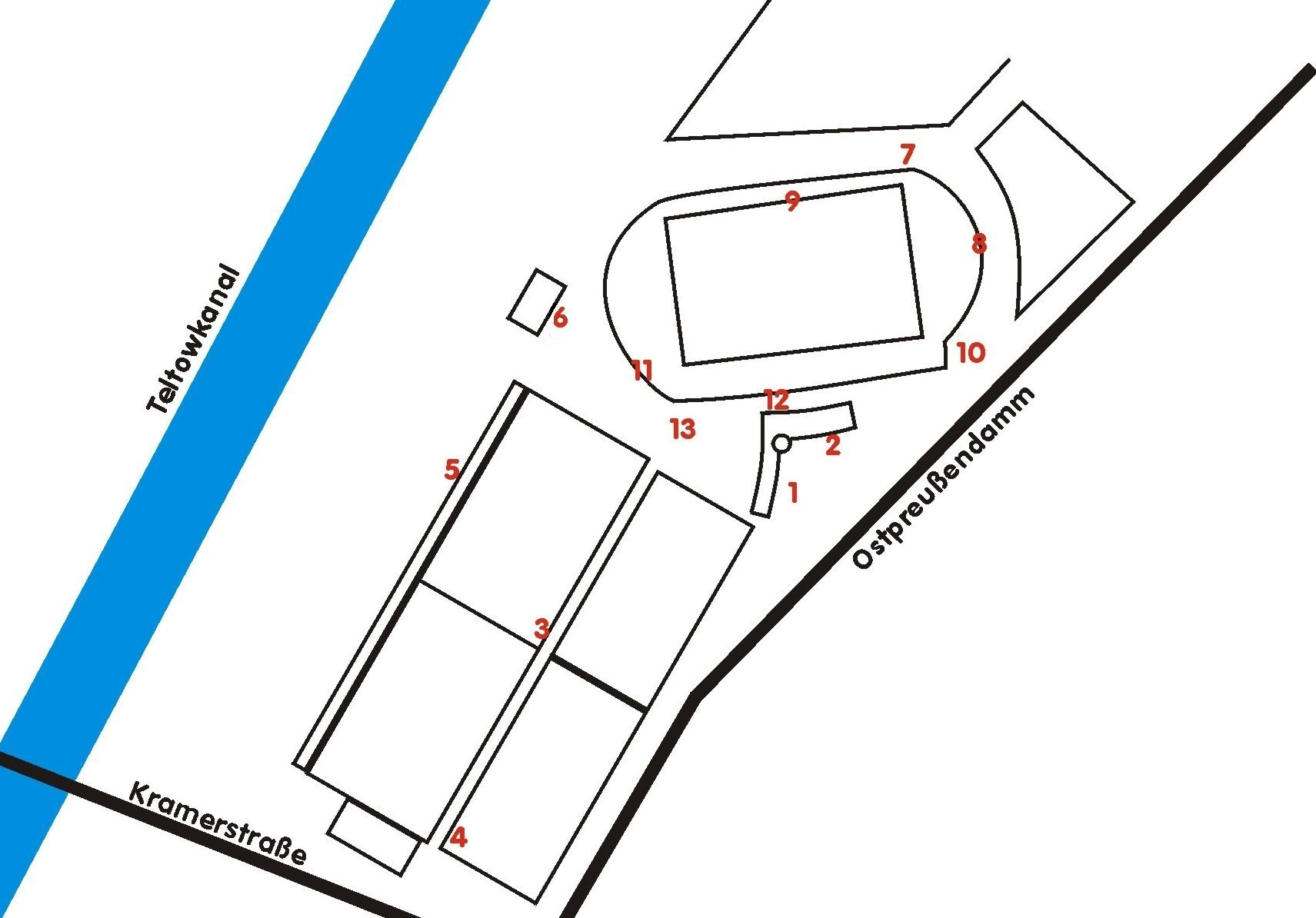
Schematische Zeichnung des Stadions Lichterfelde

Im Stadion trainieren unter anderem der Turn- und Sportverein Lichterfelde (TuSLI) nebst seiner Leichtathletik-Gemeinschaft Süd (LG Süd) und der FC Viktoria 1889 Berlin (zuvor dessen Stammverein LFC Berlin).
Insgesamt verfügt das Stadion über Plätze für 4300 Zuschauer. Davon sind 1800 Sitzplätze (800 überdacht, 1000 nicht überdacht) und 2500 nicht überdachte Stehplätze.
Das Stadion hat zwei Kunstrasenplätze mit Flutlicht für Fußballspiele, einen Kunstrasenplatz für Handballspiele, zwei fußballplatzgroße Rasenplätze für verschiedene Übungen, zwei Übungsbahnen für Kugelstoßer, einen Übungsplatz für Speer- und Hammerwerfer und eine weitere Übungswiese.
Parallel zu den beiden Kunstrasenplätzen liegen eine Übungslaufbahn und zwei Weitsprung-Übungsgruben. Weiterhin hat das Stadion eine 400-Meter-Bahn mit sechs Bahnen und einen Rasenplatz im Innenraum.
Das Stadiongebäude ist leicht V-förmig. Im Erdgeschoss befinden sich die Umkleideräume, im ersten Stock im rechten Flügel die Tribüne und im linken Flügel ein großer Gymnastikraum. Neben dem rechten Flügel befinden sich Kassenhäuschen und etwas abgesetzt ein Solitär. In diesem Gebäude befindet sich unter anderem eine sportärztliche Untersuchungsstelle des Bezirksamtes. Der dem Kassenbereich entsprechende Teil im linken Gebäudeflügel wird für die Unterstellung von Sportgeräten und Toren verwendet. Im linken Solitär hat ein Sportverein seine Räume.
Auf dem Stadiongelände befindet sich in einem weiteren freistehenden Gebäude das Rotter Sport Restaurant.